# 莫斯科公國-伏爾加保加利亞戰爭 (1376年)
莫斯科公國-伏爾加保加利亞戰爭（俄语：Поход Руси на Волжскую Булгарию），是1376年由莫斯科公國大公德米特里·顿斯科伊和弗拉基米尔-苏兹达尔大公国德米特里·康斯坦丁诺维奇發起對伏爾加保加利亞的戰爭。由莫斯科總督德米特里和他兒子領軍，對金帳汗國的自治兀魯思統治者哈珊汗和穆罕默德蘇丹的戰爭。

## 背景
在1364年，韃靼人持續襲擊下諾夫哥羅德土地，逼使德米特里·康斯坦丁诺维奇和莫斯科公國結盟對抗金帳汗國的前哨基地伏爾加保加利亞。

## 戰役
戰役開始後，很多伏爾加保加利亞村莊被焚毀和人民被殺。
3月16日，俄羅斯軍隊入侵伏爾加保加利亞，哈桑汗抵抗但俄羅斯的火器破壞了城牆，牆壁被破壞後，伏爾加保加利亞部隊被迅速擊敗。很多伏爾加保加利亞軍人逃到城市，哈桑汗下令支付5000盧布賠款結束戰爭。